# Кююккя

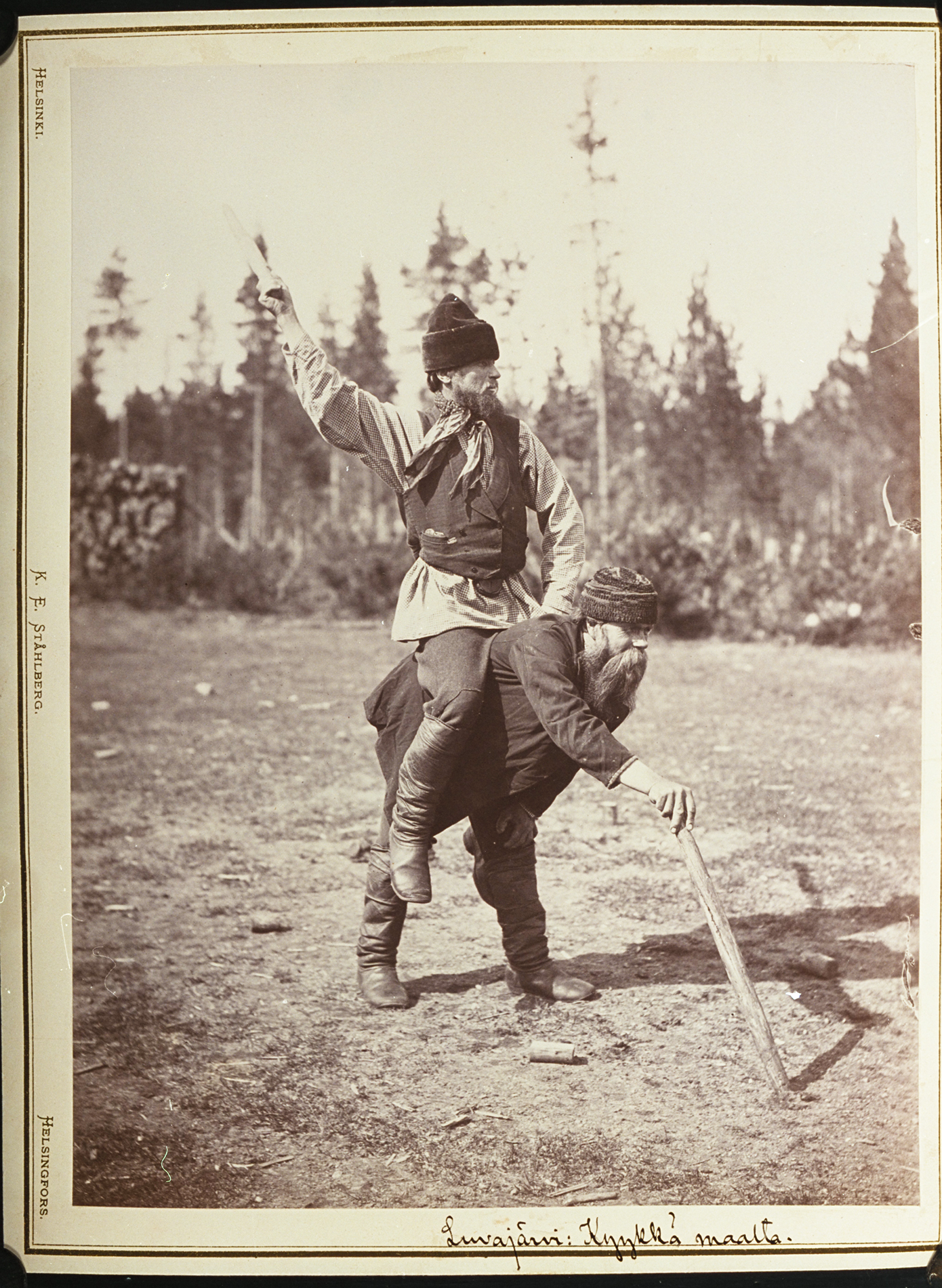
«Побежденный игрок наклоняет корпус и упирается палкою в землю, а победитель садится верхом на спину и первую палку в новый кон бросает со спины побежденного партнера». Дер. Лувозеро, 1894.

Кю́юккя (финские, карельские городки) (фин. kyykkä, карел. kyykkä) — старинная народная командная игра, популярная у финнов и карелов, внешне напоминающая русскую игру в городки, но значительно отличающаяся правилами. По традиции игроки побеждённой команды катают победителей верхом на спине вокруг площадок.

## Общие сведения
Традиционно чемпионат мира по городошному спорту проводится по трём дисциплинам: классические (русские) городки, финские (карельские) городки — «Кююккя» и еврогородки.
В Республике Карелия, в преддверии Международного дня коренных народов мира, проводится республиканский турнир по игре кююккя на переходящий кубок Союза карельского народа.
Игра вошла в региональный компонент комплекса ГТО в Республике Карелия.
9-12 июля 2021 года в Череповце был проведён первый чемпионат России по городкам финским-кюккя и городки финским-кюккя — командные соревнования.

## Правила игры
Игровая площадка, состоит из двух квадратов (5 на 5 метров) и пространства между ними (10 метров). На переднюю линию каждого квадрата столбиком выставляется по 20 пар кююккя (городков). Участвуют две команды, в состав которых входит по четыре или два человека.

### Игровое поле
Всё поле должно иметь гравийное покрытие (в летний период) и, насколько возможно, ровное. У поля должно быть по бокам как минимум 1 м свободного пространства и минимум 2 м с торцов. Точность измерения поля от центра к границам и наоборот должна составлять 0 ± 5 см. Поле расчерчивается металлическим прутом (не мелом). Если на площадке чертится несколько игровых полей, то расстояние между ними должно быть не менее 5м (из соображений безопасности).
- Мужское поле (Поле 5х5, расстояние между полями — 10м)
- Женское поле и большое юниорское поле (Поле 5×4 м, промежуток 10 м, расстояния для бросков 8 м и 6м)
- Малое юниорское поле (Поле 3×3 м, промежуток 6 м, расстояние для броска 4м)

### Расстояния для бросков
- Мужчины выполняют открывающий бросок с расстояния 15 м до поля (на котором расположены кюкки) и последующие броски с расстояния 10 м. Мужчины-ветераны старше 70 лет выполняют открывающий и последующий броски с расстояния 10 м, когда они играют в классе ветеранов. В командных и парных соревнованиях ветераны старше 70 лет могут делать открывающие броски (с расстояния 10м), если другие участники команды не смогли открыть игру.
- Женщины выполняют открывающие броски с расстояния 10 м и последующие — с 8 м. Женщины-ветераны старше 70 лет выполняют открывающие и последующие броски с расстояния 8 м, когда играют в классе ветеранов. В командных и парных соревнованиях женщины-ветераны старше 70 лет могут делать открывающие броски (с расстояния 8м), если другие участницы команды не смогли открыть игру.
- Юниоры 15 лет и 12 лет. Мальчики и девочки 12 лет выполняют открывающие броски с расстояния 8 м и последующие — с расстояния 6 м. Юноши и девушки 15 лет выполняют открывающие броски с расстояния 10 м и последующие — с расстояния 8м
- Юниоры 10 лет и 8 лет. Мальчики и девочки 8 лет выполняют открывающие и последующие броски с расстояния 4 м. Мальчики и девочки 10 лет выполняют открывающие броски с расстояния 6 м и последующие — с 4 м.

### Бросальные биты
Бросальные биты должны быть изготовлены только из дерева. Биты должны быть круглыми и иметь рукоятки. Длина биты — не более 850 мм и толщина (диаметр) — не более 80 мм. Разрешается окрашивать или лакировать биты, но другие виды покрытия запрещены (например, стекловолокно). Разрешается заделывать небольшие трещины и/или вмятины на рукоятках или битах каким-либо материалом. Разрешается укреплять рукоятки и «горлышки» бит кольцами шириной не более 30 мм.

### Кююкки (Кююккя во множественном числе)
Кююкки изготовляют цилиндрической формы из березы. Длина кююкки — 100 мм и толщина (диаметр) — 65-80 мм. Края закругляются, примерно на 5 мм от ширины.

### Измерительные приборы
Измерения бросальных бит проводится организатором соревнований до их начала. Устройство для измерения бит должно быть металлическим. На устройстве должен быть промежуток (вилка) для измерения длины с концевыми штифтами высотой не менее 80 мм или промежуточным расстоянием 850 мм по всей высоте концевых штифтов. Точность измерения: 0 ± 0,5 мм. На измеряющем устройстве должно быть симметричное отверстие для измерения толщины с диаметром 80 мм. Точность измерения: 0 ± 0,5 мм. Измеряемая бита не должна касаться краёв отверстия поверхностью, превышающей 3 мм. Бита должна соответствовать вышеупомянутым размерам. Для каждого игрового поля должна быть предусмотрена чертильная палочка, с помощью которой проверяют кюкки на предмет касания линии. Длина чертильной палочки должна быть не менее 20 см и толщиной 15 мм с заострённым концом.